# Pedro Torres Cruces
Pedro Torres Cruces   (Humilladero, 27 d'abril de 1949) és un ciclista espanyol, ja retirat, que fou professional entre 1971 i 1980. El seu principal èxit l'aconseguí el 1973, en guanyar una etapa i el Gran Premi de la Muntanya del Tour de França. Més tard, el 1977, aconseguiria la classificació de la muntanya i una etapa de la Volta a Espanya. El seu germà Dámaso també fou ciclista professional.
Una vegada retirat es va establir a Cunit, on el 2013 va rebre un homenatge de l’Ajuntament de Cunit.

## Palmarès
- 1973
  - Vencedor d'una etapa al Tour de França i 1r del Gran Premi de la Muntanya
- 1974
  - 1r a la Pujada a Arrate
- 1977
  - Vencedor d'una etapa a la Volta a Espanya i 1r del Gran Premi de la Muntanya
- 1980
  - Vencedor d'una etapa de la Volta a Cantàbria

### Resultats al Tour de França
- 1973. 13è de la classificació general. Vencedor d'una etapa.  1r del Gran Premi de la Muntanya
- 1975. 10è de la classificació general
- 1976. 17è de la classificació general
- 1977. 19è de la classificació general
- 1978. Abandona (2a etapa)
- 1980. 35è de la classificació general

### Resultats a la Volta a Espanya
- 1972. 31è de la classificació general
- 1973. 5è de la classificació general
- 1975. 14è de la classificació general
- 1976. 9è de la classificació general
- 1977. 9è de la classificació general. Vencedor d'una etapa.  1r del Gran Premi de la Muntanya
- 1979. 6è de la classificació general
- 1980. 2n de la classificació general

### Resultats al Giro d'Itàlia
- 1978. 16è de la classificació general